# آنجلو مارتینو کلمبو
آنجلو مارتینو کلمبو (انگلیسی: Angelo Martino Colombo; ۱۳ مهٔ ۱۹۳۵ – ۱۳ مارس ۲۰۱۴) بازیکن فوتبال اهل ایتالیا بود.
از باشگاه‌هایی که در آن بازی کرده‌است می‌توان به باشگاه فوتبال هلاس ورونا، باشگاه فوتبال مسینا، باشگاه فوتبال یوونتوس، باشگاه فوتبال کالیاری، و باشگاه فوتبال پرو ورچلی اشاره کرد.